# Kim Il (Politiker)

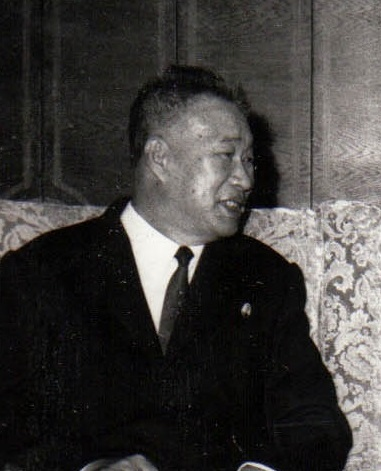
Kim Il (1974)

Kim Il (* 1912/14 im Distrikt Chientao, Mandschurei; † 9. März 1984) war ein nordkoreanischer Politiker.
Kim Il schloss sich nach Abschluss seiner Schulausbildung 1933 der für die Unabhängigkeit Koreas von Japan kämpfenden Partisanengruppe um den späteren nordkoreanischen Staatschef Kim Il-sung an. 1936 wurde er Politkommissar der Partisanenarmee und ging 1940, vor der Expansion Japans in der Mandschurei zurückweichend, mit Kim Il-sung nach Wjatskoje in Sibirien.
Nach der Kapitulation Japans kehrte er auf die Koreanische Halbinsel zurück und wurde dort zum ersten Sekretär der Kommunistischen Partei im Bezirk P’yŏngan-pukto ernannt. 1946 wurde er Mitglied des Zentralkomitees und des Politbüros. Ab 1947 war er im Ministerium für Nationale Sicherheit tätig. Mitte der 1950er Jahre war er aktiv an der Eliminierung der der Alleinherrschaft Kim Il-sungs im Wege stehenden innerparteilichen Gruppen beteiligt. Zu dieser Zeit war er als Landwirtschaftsminister stellvertretender Vorsitzender des Ministerrates.
Nach der Verfassungsänderung 1972 übernahm Kim Il-sung das neugeschaffene Amt des Staatspräsidenten. Kim Il übernahm die freigewordene Position des Ministerpräsidenten (Vorsitzender des Ministerrates) und blieb in dieser bis zu seinem gesundheitsbedingten Rücktritt 1976. Danach hatte er bis zu seinem Tod das repräsentative Amt des Vizepräsidenten inne.
Kim Il starb 1984. Er galt als die Nummer zwei der Parteihierarchie Nordkoreas.